# Stade de Genève
Stade de Genève er et stadion i Genève, Schweiz. Stadionet har en tilskuerkapacitet på 32.000, og er hjemmebanen til den schweiziske fodboldklub Servette FC. Stadionet var ét af de otte areaner, der blev benyttet under EM i fodbold 2008.